# Helophis schoutedeni
Helophis schoutedeni är en ormart som beskrevs av de Witte 1922. Helophis schoutedeni är ensam i släktet Helophis som ingår i familjen snokar. Inga underarter finns listade i Catalogue of Life.
Två exemplar var 44 respektive 54 cm långa. Denna orm förekommer i södra Kongo-Brazzaville och fram till centrala Kongo-Kinshasa. Det är nästan inget känt om levnadssättet.